# Miss Universe 1964
Miss Universe 1964 var den 13. Miss Universe konkurrence. Den blev afholdt 1. august 1964 i Miami Beach i Florida, USA. Miss Grækenland, 21-årige Corinna "Kiriaki" Tsopei, vandt konkurrencen. 

## Resultat
- Miss Universe 1964:  Grækenland, Corinna "Kiriaki" Tsopei
- Andenplads:  England, Brenda Blackler
- Tredjeplads:  Israel, Ronit Rechtman
- Fjerdeplads:  Sverige, Siv Märta Aaberg
- Femteplads:  Republikken Kina, Lana Yi Yu
- Semifinalister:
  -  Argentina, María Amalia Ramírez
  -  Finland, Sirpa Wallenius
  -  Frankrig, Edith Noël
  -  Italien, Emanuela Stramana
  -  Norge, Jorunn Nystedt Barun
- Kvartfinalister:
  -  Bolivia, Olga Mónica del Carpio Oropeza
  -  Brasilien, Ângela Teresa Pereira Reis Vasconcelos
  -  Paraguay, Miriam Riart Brugada
  -  USA, Barbara "Bobbi" Johnson
  -  Venezuela, Mercedes Revenga de la Rosa

## Specielle Priser
- Venlighed:  USA, Jeanne Venables
- Fotogen:  Italien, Emanuela Stramana
- Bedste Nationale Kostume:  Holland